# Selezione di pallavolo maschile della Guyana francese
La nazionale di pallavolo maschile della Guyana francese è una squadra sudamericana composta dai migliori giocatori di pallavolo della Guyana francese ed è posta sotto l'egida della Federazione pallavolistica della Guyana francese.

## Risultati
La selezione di pallavolo maschile della Guyana francese non ha mai partecipato ad alcuna competizione.